# 2′-Fukozylolaktoza
2′-Fukozylolaktoza – organiczny związek chemiczny z grupy oligosacharydów, wchodzący w skład oligosacharydów mleka kobiecego (HMO). Stanowi do 30% wszystkich HMO. Po raz pierwszy 2′-fukozylolaktoza została odkryta w mleku kobiecym w latach 50. XX wieku. Metoda pozwalająca na wyizolowanie oligosacharydu została opracowana w 1972 roku. Związek może być otrzymywany w wyniku biosyntezy przez Escherichia coli.

## Zastosowanie
2′-Fukozylolaktoza, podobnie jak inne HMO, wykazuje zdolność do ochrony organizmu przez chorobami zakaźnymi, a dokładniej zapobiega przyleganiu toksyn i bakterii chorobotwórczych (patogenów) do komórek błon śluzowych. 2′-Fukozylolaktoza stymuluje wzrost wybranych bifidobakterii, dzięki czemu chroni przed toksynami i patogenami (selektywne działanie prebiotyczne). Wśród patogenów, przed którymi chroni 2′-fukozylolaktoza są m.in. Campylobacter jejuni, Salmonella enterica serotyp Typhimurium, Helicobacter pylori. Wszystkie opisane właściwości 2′-fukozylolaktozy odnoszą się przede wszystkim do okresu niemowlęcego, czyli pierwszych 12 miesięcy życia dziecka.